# Heptadecanal
L'heptadecanal és un compost orgànic de la classe dels aldehids que està constituït per una cadena lineal de desset carbonis amb un grup carbonil en un dels seus extrems. La seva fórmula molecular és {\displaystyle {\ce {C17H34O}}}. Hom el troba en els éssers vius. Alguns insectes l'empren com a feromona.

## Estat natural

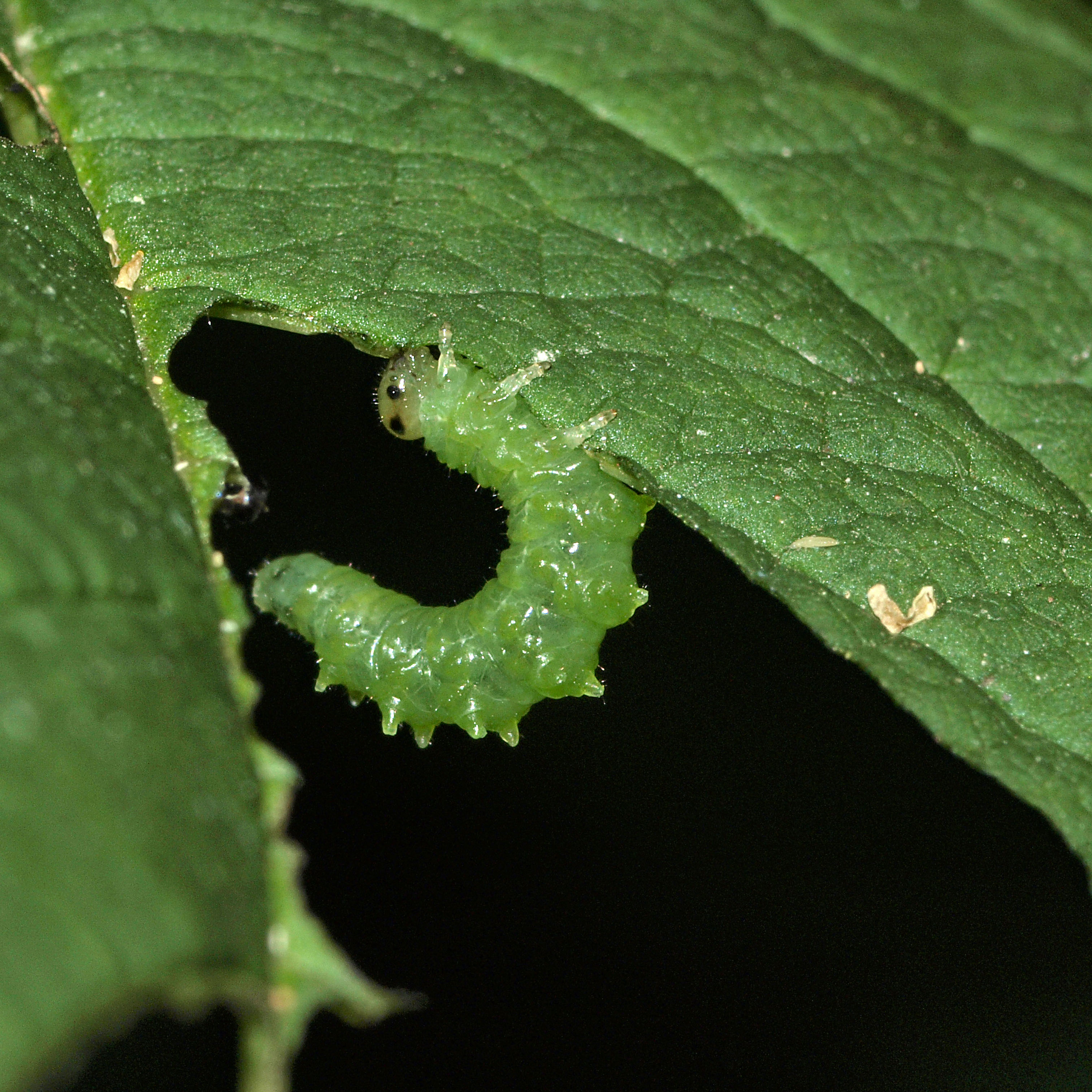
Larva de Nematus spiraeae.

S'ha detectat heptadecanal en diverses espècies d'insectes que el fan servir com a feromona Nematus spiraeae, Frieseomelitta silvestrii i com a al·lomona en Coptotermes testaceus.

## Propietats
L'heptadecanal és un sòlid amb un punt de fusió de 36 °C i un d'ebullició de 309–310 °C. És insoluble dins d'aigua (0,01584 mg/L a 25 °C) i soluble en etanol. És emès per la femta humana.